# Josefina Miniño
Josefina Miniño (Francia Josefina Miniño de Molina; * 4. Juni 1940 in Santo Domingo) ist eine dominikanische Balletttänzerin und Choreographin.
Miniño hatte den ersten Ballettunterricht bei Kali Karlo, Antonio Gelpi und Guillermo de Martí und Unterricht in Folkloretanz bei René Carrasco. Mit ihrem Bruder José Miniño ging sie 1953 zum Sender La Voz Dominicana. Ein Stipendium ermöglichte ihr 1956 ein Studium bei Martha Graham in den USA. Nach ihrer Rückkehr gründete sie mit René Carrasco die Escuela de Danza Popular. Später wurde sie Direktorin des Ballet Folklórico Nacional Dominicano. Für ihre künstlerische Laufbahn und ihre Beiträge zur Kultur des Landes erhielt Miniño 2006 eine Anerkennung vom Senat der Dominikanischen Republik. Sie ist mit dem Komponisten Papa Molina verheiratet.